# Parkwegbrücke
Die Parkwegbrücke ist eine an der Treptower Eisenbahnbrücke flussaufwärts neben der Elsenbrücke befindliche Fußgänger- und Radfahrerbrücke in Berlin. Sie führt an der Ostseite als Kragarm über die Spree, ihr Belag ist Asphalt. Die Brücke ermöglicht einen Zugang zum Treptower Park und der Anlegestelle der Stern und Kreisschiffahrtsgesellschaft Berlin sowie zur Halbinsel Stralau.

## Geschichte und Lage
Mitte des 19. Jahrhunderts entstanden die ersten Eisenbahnlinien von und nach Berlin. Zur Überquerung der Spree wurde deshalb 1871 eine Stahlbrücke mit zwei parallelen oben liegenden Bögen zwischen Alt-Treptow und Stralau in der Gemeinde Boxhagen-Rummelsburg für die Ringbahn fertiggestellt. Anfang des 20. Jahrhunderts wurde für die Fußgänger ein parallel zu den Gleisen verlaufender schmalen Steg angebaut. Um diesen von dem Eisenbahnbauwerk zu unterscheiden und weil er den 1902 angelegten Parkweg auf Stralau mit dem großen Erholungsgebiet Treptower Park verband, erhielt er den Namen Parkwegbrücke. Die erste Straßenbrücke, die 1951 wenige Meter weiter östlich der Eisenbahnbrücke auf zahlreichen Holzpfählen als Behelfsbauwerk errichtet wurde und offiziell Stralauer Brücke hieß, war für Fußgänger gesperrt. Sie hatte nach der Fertigstellung der Elsenbrücke 1968 ausgedient und wurde 1970 abgebrochen. Die Parkweg-/Eisenbahnbrücke befindet sich etwa 12 m flussaufwärts von einer später gebauten Stahlbogenbrücke für die Ringbahn (als Ringbahnbrücke Oberspree bezeichnet) und rund 61 m flussaufwärts von der Elsenbrücke. Weil die alte Eisenbahnfachwerkbrücke in den 1990er Jahren total erneuert wurde, gibt es seitdem auch eine neue Parkwegbrücke an deren Seite.

## Unglücke im Zusammenhang mit der Parkwegbrücke
Im Jahr 1996 wurde ein Brückenarbeiter an der Parkwegbrücke von einem herabstürzenden Gerüst mitgerissen und schwer verletzt.
Im April 2007 fand die Polizei nach Hinweisen einer Spaziergängerin einen 19-jährigen Mann mit schweren Kopfverletzungen auf der Parkwegbrücke, der später im Krankenhaus verstarb.
Im Januar 2015 stürzten zwei Menschen von der Parkwegbrücke in die Spree.

## Namensgleiche Bauwerke in Berlin
Im Britzer Garten in Berlin-Neukölln gibt es acht Brücken, die ebenfalls Parkwegbrücke heißen, aber jeweils durch einen Zusatz gekennzeichnet sind, beispielsweise die Parkwegbrücke an der Grotte oder die Parkwegbrücke / Bonner Steg, eine einfache Holzbalkenkonstruktion.